# SpongeBob – Das blaue Album
SpongeBob – Das blaue Album (auch nur Das blaue Album) ist das zweite bzw. dritte Studioalbum der Zeichentrickfigur SpongeBob Schwammkopf, bei der Santiago Ziesmer der Sänger ist.

## Hintergründe

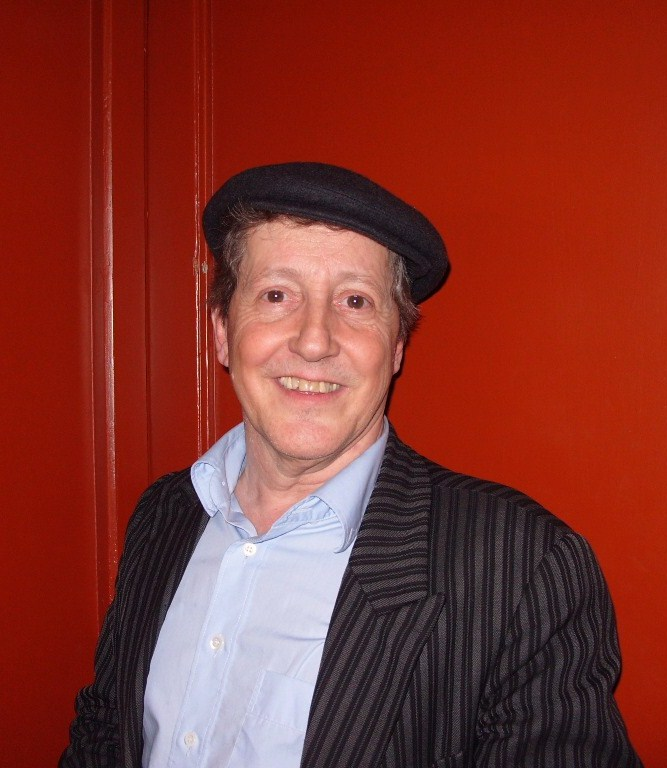
Santiago Ziesmer

Die vorherigen Studioalben BOBmusik – Das gelbe Album und BOBmusik – Das gelbe Winteralbum, die sich sehr ähnelten, landeten großen Erfolg in der Öffentlichkeit. Bei der Produktion benutzte man dasselbe Konzept: Man nahm sich erfolgreiche Songs in Deutschland, nahm dessen Melodie, aber einen neuen Text. Als Single erschien bisher nur der Song Da kommt ein U-Boot zeitgleich mit der Veröffentlichung des Albums, der eine neue Version von Lucenzos und Don Omars Single Danza Kuduro darstellen soll.
Beim Namen des Albums verzichtete man diesmal auf den Begriff BOBmusik, obwohl auf dem Album eine neue Version von dem Song BOBmusik enthalten ist. Stattdessen stellte man vor Das blaue Album einfach den Namen des Interpreten SpongeBob.
An der Titelliste sah man, dass dieses Mal 15 komplett neue Tracks auf dem Album waren, nicht so wie im Voralbum. Der Song BOBmusik ist – wie schon gesagt – nur in einer etwas abgeänderten Version dabei, der Track Von vorn anfangen II hat textlich keine Ähnlichkeit zum Vorgänger, aber das Prinzip ist dasselbe: SpongeBob fordert dazu auf sich das Album noch einmal anzuhören. 
Neben der Stimme von Santiago Ziesmer (SpongeBob) hört man ebenso Cathlen Gawlich (Sandy), die auch im Voralbum zu hören ist und Eberhard Prüter (Thaddäus).
Passend zu dem Titel Das blaue Album ist auf dem Cover mit blauem Hintergrund SpongeBob mit einer E-Gitarre in der Hand zu sehen.

## Rezeption
Auf laut.de wird anerkennend hervorgehoben, dass der Interpret SpongeBob die Hörer mit „viel Elan und Herzensgüte“ besteche. Das Album wird meist positiv bewertet, jedoch würden selbst verfasste Werke fehlen, wie z. B. Taube Nüsschen aus dem letzten Album, obwohl drei der vierzehn Songs selbst komponiert sind.

## Titelliste
| Nr. | Titel                                         | Originaltitel                                      | (Original-)Produzent | Länge |
| --- | --------------------------------------------- | -------------------------------------------------- | -------------------- | ----- |
| 01  | Bob Musik (Es geht wieder los)                |                                                    | David Vogt           | 1:13  |
| 02  | Weil ich ein Burgerbrater bin                 | Culcha Candela – Berlin City Girl                  | Itchyban             | 3:48  |
| 03  | Da kommt ein U-Boot                           | Lucenzo feat. Don Omar – Danza Kuduro              | Lucenzo              | 3:20  |
| 04  | Hey, kleiner Fisch (Sing das Schwammkopflied) | Alexandra Stan – Mr. Saxobeat                      | Andrei Nemirschi     | 3:41  |
| 05  | In der Küche des Grillkönigs                  | Edvard Grieg – In der Halle des Bergkönigs         | David Vogt           | 2:45  |
| 06  | Ich bin RoboBob                               | Die Atzen feat. Nena – Strobo Pop                  | David Rubert         | 3:21  |
| 07  | Zusamm’ sind wir die Brater                   | Brooke Fraser – Something in the Water             | Brooke Fraser        | 3:01  |
| 08  | Ich Schwamm, allein im Ozean                  |                                                    | David Vogt           | 1:11  |
| 09  | Ich find’s trocken toll                       | Arrows – I Love Rock ’n’ Roll                      | Jake Hooker          | 3:20  |
| 10  | So ein Schwachkopf (feat. Thaddäus)           | Duck Sauce – Barbra Streisand                      | Armand Van Helden    | 2:31  |
| 11  | Au!                                           | Hurts – Stay                                       | Adam Anderson        | 3:42  |
| 12  | Seetangsalat                                  | Vaya Con Dios und Milk & Sugar – Hey (Nah Neh Nah) | Daniele Schoovaerts  | 3:21  |
| 13  | Unter dem Meer                                | Israel Kamakawiwoʻole – Over the Rainbow           | Harold Arlen         | 3:51  |
| 14  | Bob Musik – Das große Finale (ohne Thaddäus)  |                                                    | David Vogt           | 2:01  |
| 15  | Von vorn anfangen II                          |                                                    |                      |       |
| 16  | Schnee in Bikini Bottom                       |                                                    |                      |       |

## Verschiedenes
- Das Album erschien genau ein Jahr nach dessen Vorgänger BOBmusik – Das gelbe Album.